# 1596.
◄ | 15. stoljeće | 16. stoljeće | 17. stoljeće | ►
◄ | 1560-ih | 1570-ih | 1580-ih | 1590-ih | 1600-ih | 1610-ih | 1620-ih | ►
◄◄ | ◄ | 1593. | 1594. | 1595. | 1596. | 1597. | 1598. | 1599. | ► | ►►
Arhitektura • Astronomija • Glazba • Kazalište • Kiparstvo • Knjige • Književnost • Kršćanstvo • Medicina • Politika • Pravo • Promet • Slikarstvo • Znanost

## Rođenja
- 31. ožujka – René Descartes, francuski filozof, fizičar, matematičar i utemeljitelj analitičke geometrije († 1650.)
- 12. ili 22. srpnja – Mihajlo I., prvi ruski car iz dinastije Romanov († 1645.)

## Smrti
- 28. siječnja – Francis Drake, engleski admiral i istraživač (* 1540.)

## Vanjske poveznice
|  | Zajednički poslužitelj ima još gradiva o temi 1596. |